# Focus Escola de Fotografia
Focus Escola de Fotografia é uma escola de fotografia do Brasil fundada em 1975, fundador professor Dr. Enio Leite.

## Historia
Em 1980, alunos e professores se mobilizaram com o advento da Abrafoto (Associação Brasileira de Fotógrafos Profissionais) e o reconhecimento perante ao Mtb da profissão Repórter fotográfico.
Em 2011, Focus comunica o lançamento do livro Fotografia Digital – Aprendendo a Fotografar com Qualidade (ISBN 9788537102374), escrito por Enio Leite.